# 鸡仔饼

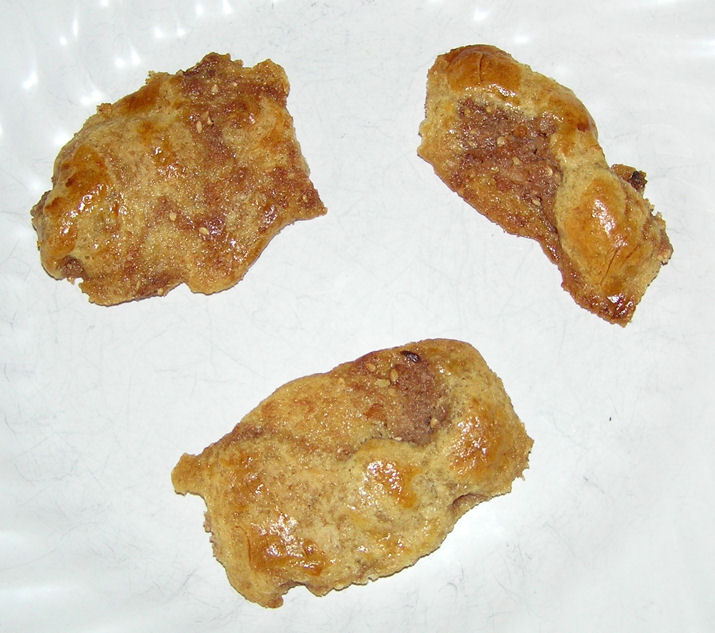
雞仔餅

鸡仔饼又稱做小凤饼，广州特产，源于广州海珠区，傳說是成珠樓主伍紫垣之婢女小凤创制而得名。因人们美称“鸡”为“凤”，而它的商标是以“小鸡”为记，而“小鸡”广州人俗称“鸡仔”，故名。

## 小凤饼的傳說
- 小凤是伍紫垣的婢女，顺德人。据说在1855年（清朝咸丰五年）初秋某日，伍紫垣接待客人而主厨不在，吩咐小凤做一款广东点心给客人食用，家中一时无備，便到成珠楼把常年储存的惠州梅菜连同五仁饼馅搓烂，加上用糖腌过的肥猪肉、盐、香料等拌和，用饼皮包裹，捏成丸形，稍为压扁，放入炉用慢火烤烘至脆，取出待客。客人品尝后深觉甘、香、酥、甜、咸兼有，咸中带甜，味道独特因而大加赞赏并问此饼何名。由于此饼是小凤巧制，主人便随口说是“小凤饼”。
- 伍紫垣接待客人而点心师傅不在，小凤把平時收集起来的剩菜，加梅菜压成饼块，请点心师傅烘干後招待客人，居然入口松化，十分可口，客人大加赞赏，过后还来信称道。这个意外的发现启发伍紫垣命令点心师傅如法炮制，并将此饼取名为“小凤饼”。
- “小凤饼”被认为是梁氏的祖传，而“小凤”一名来自于其酷似小鸡的外形。在后来成珠楼将“小鸡”注册为“小凤饼”的商标时，其意在附和将“鸡”雅称作“凤”的民间习俗。

成珠楼当时因中秋月饼滞销，制饼师傅突然想到把制月饼的原料按小凤饼的方法制作。鸡仔饼用料不下十种，糖的重量占了三成，加上少量精盐、胡椒粉和五香粉，又掺和冰肉和榄仁，使饼身脆化，咸中带甜，成為新“成珠小凤饼”。
成珠樓的小凤饼曾获得1920年代初“展品赛会最优等奖”、1931年获得“广州市国货展览会”一等奖。
2000年9月成珠楼结业後，以前的老员工在酒楼原址马路的正对面开設“成珠饼家”，继续销售小凤饼。